# Red Tails
Red Tails is een Amerikaanse oorlogsfilm uit 2012 onder regie van Anthony Hemingway.

## Verhaallijn
Een groep Afro-Amerikaanse piloten die de experimentele Tuskegee Training Program gevolgd hebben worden opgeroepen voor dienst in de Tweede Wereldoorlog.

## Rolverdeling
| Acteur            | Personage                  |
| ----------------- | -------------------------- |
| Bryan Cranston    | William Mortamus           |
| Cuba Gooding jr.  | Emanuelle Stance           |
| Josh Dallas       | Ryan                       |
| Daniela Ruah      | Sofia                      |
| Terrence Howard   | A.J. Bullard               |
| Michael B. Jordan | Maurice 'Bumps' Wilson     |
| Theo James        | Mortamus                   |
| David Oyelowo     | Joe 'Lightning' Little     |
| Tristan Wilds     | Ray 'Ray Gun' Gannon       |
| Aml Ameen         | Bag O'Bones                |
| Gerald McRaney    | Luntz                      |
| Method Man        |                            |
| Andre Royo        | Chief 'Coffee' Coleman     |
| Elijah Kelley     | Samuel 'Joker' George      |
| Lee Tergesen      | Jack Tomilson              |
| Ne-Yo             | Andrew 'Smoky' Salem       |
| Nate Parker       | Capt. Martin "Easy" Julian |